# Granulé de bois
Pour les articles homonymes, voir Granulé et Pellet (homonymie).
 (février 2013).
Si vous disposez d'ouvrages ou d'articles de référence ou si vous connaissez des sites web de qualité traitant du thème abordé ici, merci de compléter l'article en donnant les références utiles à sa vérifiabilité et en les liant à la section « Notes et références ».

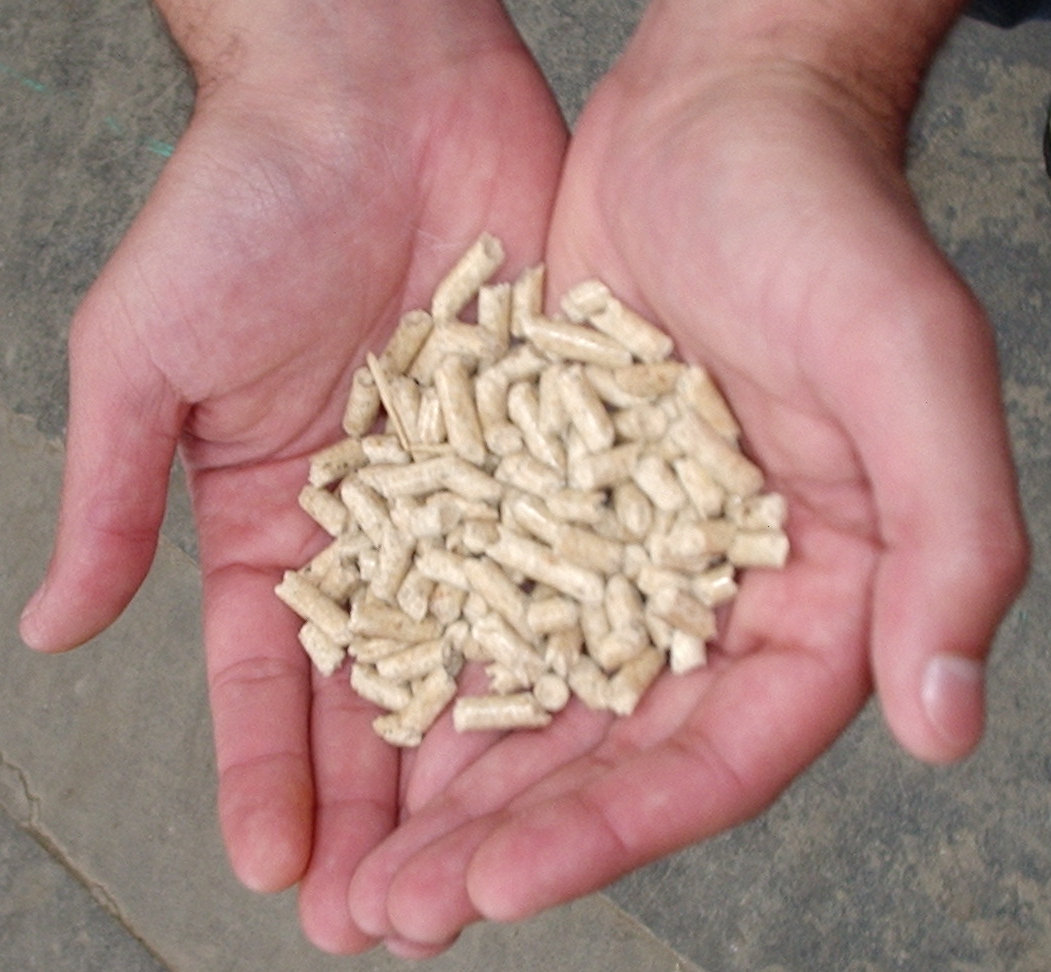
Granulés de bois.

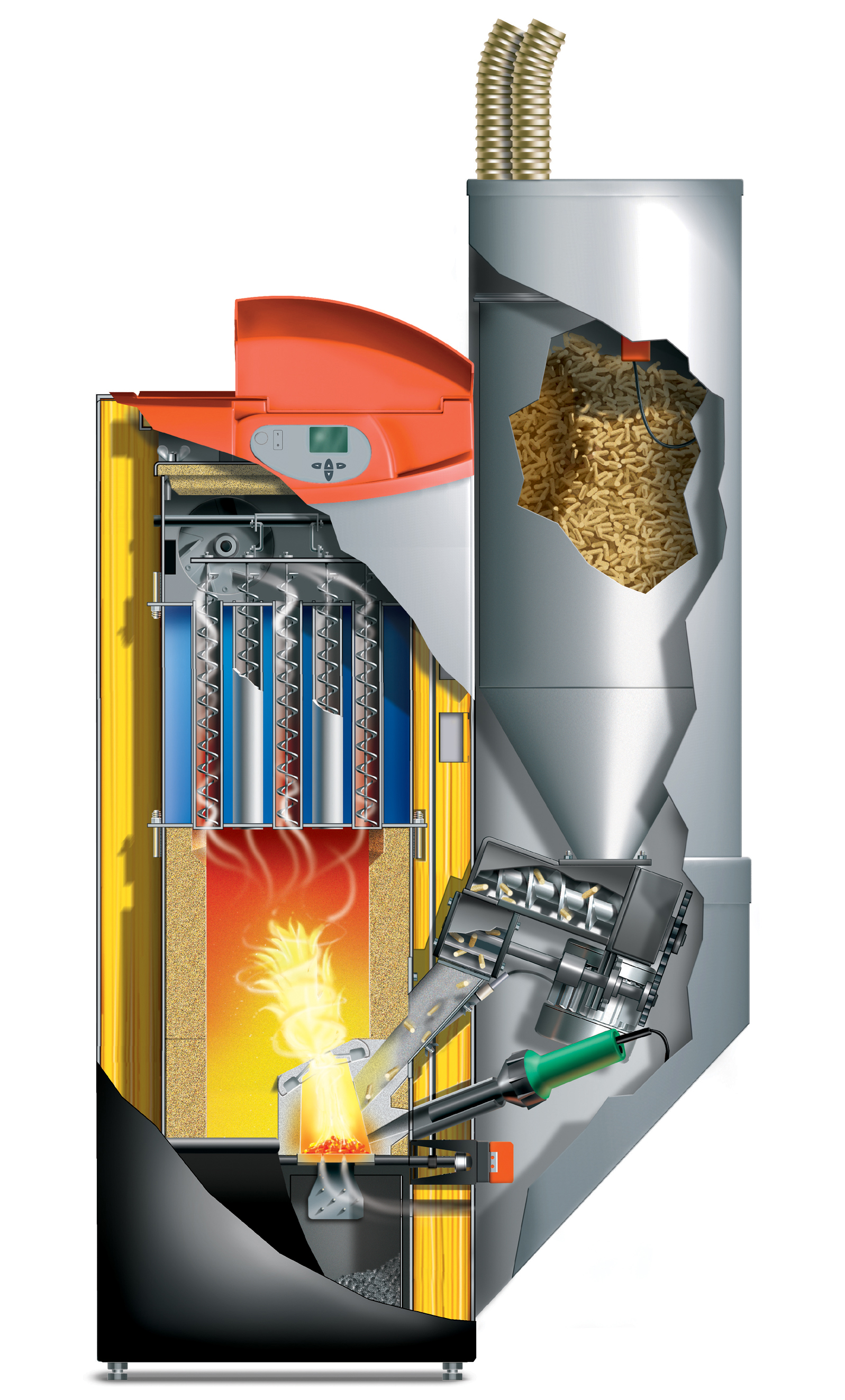
Coupe dessinée d'une petite chaudière à granulés.

Le granulé de bois, aussi connu sous le terme anglais pellet, est un petit bâtonnet cylindrique de combustible compacté. Il est principalement issu du compactage des résidus de scieries comme les sciures et copeaux provenant directement de la sylviculture.
Principalement utilisés comme source d'énergie pour le chauffage, les granulés de bois servent aussi à la constitution de litières animales.

## Histoire
À la suite du premier choc pétrolier en  1973, aux États-Unis et en France d'abord, la crise de l'énergie a relancé le chauffage au bois, et a favorisé l'émergence d'une quinzaine de granulateurs. Ceux-ci ont souvent disparu avec la chute des cours du pétrole lors du contre-choc pétrolier ;
Pendant les années 1980, l'Italie se penche sur le produit, et commence à développer les premiers poêles à granulés.[réf. nécessaire]
À la fin des années 1990, en Europe, les pays du nord et l'Allemagne notamment ont relancé de nouveaux concepts de chaudière à grosse puissance et de poêle automatisé à granulé de bois.
Vers 2002 avec l'extension du marché, la France a suivi, avec l'accueil d'un granulateur franco-italien en Savoie puis, bien que le marché soit resté étroit (seulement 1 % des 500 000 à 600 000 chaudières vendues dans la période 2005-2009 fonctionnent à partir du granulé, 15 000 à 20 000 poêles [sur un marché estimé à 500 000]), la filière s'est consolidé avec en 2009 environ une cinquantaine d'entreprises produisant du granulé de bois. Il s'agit d'entreprises issues de la filière bois, mais aussi de spécialistes de la déshydratation/compression de luzerne ou betterave produisant des granulés pour l'alimentation animale ;
À titre d'exemple, mi-2009, 350 000 t de granulés sont annuellement fabriqués pour 300 000 t/an consommées (le reste étant exporté). Une nouvelle grosse usine de production est prévue dans les Landes ; cette année là, la solution granulé est environ 30 % moins chère que le fioul, trois fois moins coûteuse que l'électricité, et moins sensible que le fioul aux fluctuations de prix, bien que soumise à de faibles variations. L'augmentation du nombre des producteurs et revendeurs, ainsi que l'utilisation croissante de bois, voire d'énergie solaire (en substitut au fioul ou au gaz) pour le séchage des granulés devraient diminuer la part de l'impact des transports sur le bilan carbone des granulés.
En 2014 un premier réseau de machines-distributeurs en libre-service de pellets 24h/24 est ouvert. En 2017 ces machines (réapprovisionnées par camion souffleur) existent dans plusieurs régions.
Dans les années 2020, de fortes tensions et même la crainte d'une pénurie en septembre 2022 ont suscité de forte hausse des prix (qui ont justifié un chèque énergie 'spécial pellet' offert par les pouvoirs publics pendant que l'État soutenait le secteur via un appel à projets « Biomasse chaleur pour l'industrie du bois »). En 2023, 70 usines, dont trois ouvertes en 2022, qui produisent 270.000 tonnes supplémentaire de pellets, et trois autres doivent démarrer dans l'année.
Dans les années 2020, l'analyse de cycle de vie (ACV et AICV) et des impacts (directs et indirects) des filières bois-énergie sur la santé, demande encore à être précisée. C'est notamment le cas pour le chauffage domestique en raison du réglage et de l'entretien des poêles souvent moins bien réglé et entretenu que les grandes chaufferies. Les résultats des ACV diffèrent selon les méthodes d'ACV utilisés (par exemple avec la méthodes IMPACT 2002+ et Recipe 2016). Les bilans carbone, sanitaire et écologique doivent concerner toutes les étapes d’exploitation forestière, de préparation, stockage et transports des pellets, jusqu'au devenir des cendres en passant par les émissions réelles, en particulier pour ce qui concerne les impacts cancérigènes, non cancérigènes, respiratoires et le dérèglement climatique.

En avril 2023, après plusieurs années de test et d'études, l'Ademe, dans une publication intitulée « Performances réelles de poêles à granulés », dénonce le fait que les "performances réelles" d'efficacité énergétique des poêles à granulés sont encore, bien que labellisés, trop souvent inférieures à ce qu'annoncent leurs fabricants industriels. Les conclusions de deux campagnes de mesures de performances énergétiques et d'émissions de polluants atmosphériques en conditions réelles d'utilisation sont que 

« les rendements énergétiques réels des poêles sont très bons pour plus des deux tiers des appareils testés (de l’ordre de 85 %, ce qui est légèrement inférieur aux rendements « catalogue » mais de l’ordre de 10 points de mieux que les appareils à bûches récents). Pour ces mêmes appareils, les niveaux d’émission de polluants sont faibles, inférieurs à 25 g/GJ en particules solides, quelle que soit leurs allures de fonctionnement. Les autres appareils (un tiers de ceux testés) disposent de performances tout aussi élevées à des allures soutenues (plus de 40 % de la puissance nominale) mais bien plus faibles à allures plus réduites (...). »

 Or en 2023, près de 7 millions de foyers les utilisent ; le chauffage bois représente environ 35% de la production d'ENR (pour 2021). Ce mode de chauffage a bénéficié d'un engouement en France, mais il reste le premier émetteur de particules fines (41% des émissions de particules fines (PM2,5) en France en 2020 selon le CITEPA). L'Ademe a fait des recommandations concernant notamment l’installation, le dimensionnement des conduits, l’utilisation, le réglage et l’entretien des poêles, le ramonage (1 à 2 fois par an) et le choix et le stockage des granulés.
Début 2024, l'association nationale Propellet indique qu'en 2023, la filière française de production de granulés de bois a atteint un taux de couverture du marché national de 85 %. Trois nouvelles usines ont ouvert au cours de l'année, apportant une capacité de production supplémentaire de 200 000 tonnes pour un total de 73 unités de production sont réparties sur le territoire. L'objectif visé par la filière est de doubler ses capacités de production à l'horizon 2028 afin d'équiper 20 à 30 % du marché en remplacement des énergies fossiles.

## Avantages par rapport au chauffage au bois traditionnel
Ces granulés ont classiquement une section de 6 mm2 ou un diamètre de 6 mm et une longueur de 10  à   30 mm. Il en résulte que :
- Le poêle ou la chaudière à granulés peuvent fonctionner de manière entièrement automatique grâce à une alimentation en combustible mécanisée ; avec un réglage permettant théoriquement mieux de minimiser les émissions de composés organiques volatils (COV), goudrons et dioxines[réf. nécessaire] (par rapport aux bûches) ;
- Il est plus facile de gérer sa consommation de bois grâce aux chaudières à pellets versant automatiquement les pellets en fonction de la chaleur souhaitée.
- Le stockage est facilité (par rapport à des bûches ou des plaquettes forestières) car la densité énergétique des granulés est élevée, et le conditionnement se fait généralement par sacs ;
- Ils sont livrables par camion-citerne adapté (le combustible est soufflé dans le silo en quelques minutes à l’aide d’un tuyau d'air comprimé) - ou par palettes de 66 sacs représentant au total environ une tonne (un sac pèse environ 15 kg).

## Avantages du bois en général
(février 2013).
- Malgré une hausse du coût des granulés de bois ces dernières années, notamment entre octobre 2010 et juin 2012, celle-ci a été limitée à 5 % contre 11 % pour le gaz, par exemple[10].
- La filière bois est une économie locale[11].

## Inconvénients par rapport au chauffage au bois traditionnel
(février 2013).
- La flamme est plus fine et plus haute que dans un poêle traditionnel[réf. nécessaire].
- Les appareils individuels génèrent souvent un bruit périodique, provoqué par le moteur faisant tourner la vis sans fin qui alimente le feu en granulés. Un système d'alimentation par aspiration, plus silencieux[réf. nécessaire] existe.
- L'appareil demande une maintenance souvent annuelle et un nettoyage régulier (au minimum tous les deux mois (cendres) pour les systèmes automatiques, jusqu'à deux fois par semaine pour les systèmes plus rustiques, ce qui est plutôt moindre que pour une cheminée ou un poêle produisant un chauffage équivalent).
- Le bilan environnemental est meilleur que celui du charbon, pétrole et gaz, mais légèrement moins bon que celui de la bûche (si elle est brûlée avec le même rendement, ce qui est rare en 2013), car la production (et le conditionnement en sacs plastique) du granulé consomme plus d'énergie que celle d'une bûche, ceci étant à pondérer par le fait que les granulés peuvent « valoriser » des déchets de bois qui seraient de toute façon produits[12],[13].
- Nécessite d'être alimenté en électricité pour fonctionner dans la plupart des cas.
- Les granulés nécessitent un stockage à l'abri complet de l'humidité. Ils sont stockables en sacs ou dans un silo correspondant souvent à la consommation annuelle. Une humidité trop importante (plus de 10 %), peut poser des problèmes de combustion.
- La production de pellets est à l'origine de nombreux accidents industriels en raison de la poussière de bois flottant dans les usines, pouvant s'embraser à n'importe quel moment[14].

## Caractéristiques
- Pouvoir calorifique : > 4,7 à 5,3 kWh/kg (suivant la qualité du granulé)
  - 2 kg de granulés équivalent à 1 L de mazout
- Diamètre : 5 à 8 mm
- Longueur max. : 60 mm
- Teneur max. en eau : < 10 %
- Teneur max. en poussières : < 10 %
- Taux de cendres : moins de 0,5 % (DIN+) ou 0,7 % (NF)
- Densité énergétique (kJ/m3 ou kWh/m3) par rapport aux plaquettes forestières : quatre fois supérieure, ce qui les rend intéressantes pour des projets de chaudières individuelles dont les puissances sont comprises entre 10 et 30 kW (ou plus en Europe du Nord où une fiscalité « écologique » favorise aussi les grands projets de réseau de chaleur alimentés par le bois sauf si la plaquette forestière est technologiquement utilisable car d'un coût inférieur de 30 % et à production réellement proche.

### Certifications et qualité
En 2009, deux normes ou certifications qualifient les granulés : 
- DIN Plus (certification allemande) no Label 7A109 ; Cette certification permet de vérifier le processus de fabrication et d'approvisionnement du pellet et permettent de vérifier que le pellet assure un niveau de performance élevé.
- ENplus (certification européenne) A1 et A2

## Appareils
- Poêles de salon et d’étage automatiques (l’allumage et l'arrêt s’effectuent par simple pression d’un bouton)

Ces poêles sont programmables, possèdent une télécommande (marche/arrêt, réglage de puissance et surtout plages horaires de fonctionnement). Le réservoir intégré correspond à une autonomie approximative d'une journée de consommation en fonction de la puissance en kW. Ces poêles chauffent généralement par soufflerie frontale (quelques fabricants proposent des poêles à convection naturelle, de ce fait beaucoup moins bruyants). Depuis le 1er janvier 2011 la plupart de ces poêles ouvrent droit en France à un crédit d'impôts (en 2015, 25 % sur le prix TTC du matériel installé par une entreprise qualifiée R.G.E.). L'installation d'un poêle à granulés est relativement simple, même si vous n'avez pas de conduit de cheminée.
- Poêles hydraulique (également appelés poêles bouilleurs) : conçus sur le même principe de fonctionnement que les poêles à granulés, ils sont équipés d'un serpentin qui chauffe l'eau du chauffage central. L'eau chaude sanitaire (ECS) peut, elle aussi, être chauffée par le poêle hydraulique[15].

- Chaudière à granulés pour les maisons d'habitation, les bâtiments collectifs et industriels.

Ces chaudières sont entièrement automatiques. Elles apportent les mêmes prestations de confort que les chaudières au fioul ou au gaz. Elles possèdent un stockage permettant une autonomie d'une année de chauffe (chauffage et eau chaude sanitaire). Ce stockage est peu volumineux, en moyenne 5 m2 au sol, en raison de la forte densité du granulé de bois.
- Chaudière combinée avec une génératrice électrique à moteur Stirling[16].
- Grills pour barbecue.

## Méthode de fabrication
Sans aucune traçabilité qualitative et quantitative, les matières premières proviendraient:
- directement du milieu naturel forestier ou champêtre (par ex: grumes, branches, souches, du broyage en plaquette non laissé sur place)
- de la valorisation économique des activités de transformation du bois, industriel ou artisanal, (par ex: sciure et/ou des copeaux provenant significativement de scieries industrielles, re-transformation de plaquette à bois de chauffe en granulé)
Cette biomasse est stockée et acheminée vers un séchoir, généralement à tambour pour les débits industriels ou à bande dans les autres cas. Une fois sèche, la sciure est mise en attente en silos de béton renforcé, isolés des zones de fabrication et munis de systèmes anti-explosions (la poussière de bois formant dans certaines conditions un aérosol explosif en présence d'une source d'ignition). Une presse à granulés comprime fortement la sciure qui contient environ 10 % d'humidité contre une « filière ». Là, la chaleur de compression et de friction fait passer la lignine en phase vitreuse donnant un aspect lisse et brillant à l'extérieur du granulé tubulaire qui est cassé en morceaux par des couteaux au fur et à mesure de son extrusion en sortie de filière. Son diamètre est généralement de 6 à 8 mm. Il est ensuite refroidi, trié dans un cribleur et stocké en silo,. 
Les granulés peuvent ensuite être vendus, directement ou via un distributeur au consommateur ; conditionné en sacs (big bags ou sacs de 15 kg) ou en vrac, via un camion-citerne qui va souffler les granulés dans un silo de stockage.
- Le traitement thermochimique est une voie prometteuse de valorisation de surplus de copeaux de bois ; on a récemment montré qu'un traitement thermique (tests faits à 315, 400 et 454 °C sur trois types de résineux : pin gris, épinette noire et sapin baumier, avec une granulation à 20 % de la teneur en humidité et 15 % de la lignine pyrolytique comme agent liant) améliore le pouvoir calorifique supérieur (PCS) et la durabilité du granule : à 315 °C les groupements hydroxyles (OH) disparaissent des copeaux, et leur teneur en oxygène et hydrogène diminue alors que le taux de carbone augmente. Le pin gris ont présenté la meilleure durabilité, d'une valeur supérieure à 91 %. Pour les trois essences testées, le PCS des granules fibres thermiquement traitées augmente (27,6-31,1 MJ/kg) par rapport au granules issus de fibres brutes (18-19 MJ/kg)[21].
- L'énergie nécessaire à la production dépend du taux d'humidité de la matière première. Elle se situe entre 1,3 % et 2,7 % du pouvoir calorifique.
- Depuis fin 2009 les usines de production, commençant à manquer de sciures, transforment des arbres de faible vigueur[22] et/ou du bois rond résineux de petits diamètres à coût final élevé (surcoût d'environ 10 euros la tonne de granulés) et parfois difficiles à écorcer ce qui ne manquera pas de poser des problèmes de qualité modifiant à la hausse l'énergie grise consommée pour le produire. Il a aussi été proposé de leur adjoindre de l'huile de colza pour rendre les fibres de bouleau plus caloriques[23]. Et, de façon encore marginale, quelques producteurs réalisent des granulés combustibles substituables à ceux de bois, mais réalisés avec d'autres matières premières, dont par exemple :
- Des sarments de vigne[24] ;
- Du marc de café, séché, compacté, qui offre un pouvoir calorifique légèrement supérieur à celui du bois[25].

## Utilisation des granulés en Europe
| Pays      | Quantité de granulés utilisée en 2006 (millions de tonnes) | Production en millions de tonnes |
| --------- | ---------------------------------------------------------- | -------------------------------- |
| Allemagne | 0,45                                                       | 1,2                              |
| Autriche  | 0,4                                                        |                                  |
| Danemark* | n. 0,4                                                     |                                  |
| Finlande* | n. 0,05                                                    |                                  |
| Italie    | 0,55                                                       | 0,85                             |
| Suède     | 1,4                                                        | 2,2                              |

 * Households 2005.

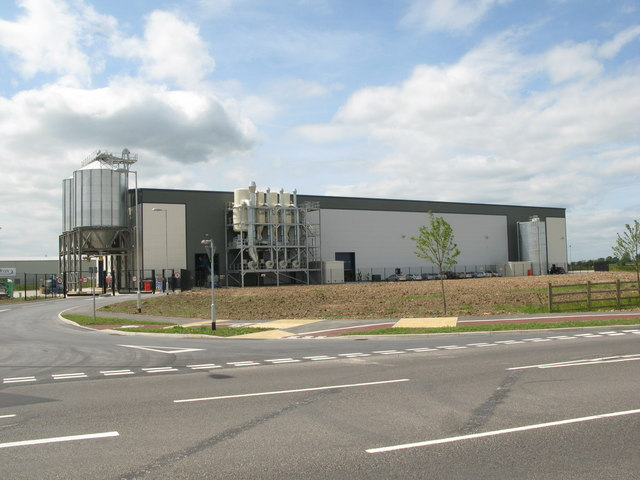
Usine de combustion de granulé de bois de Goole en 2009

À fin 2009, la production européenne est de l'ordre de six millions de tonnes et était estimée à douze millions de tonnes en 2011. Elle consomme ainsi la quasi-totalité de sa production de sciure. Elle est devenue importatrice de granulés sans pour autant freiner la vente des poêles et chaudières dont l'achat est toujours subventionné.

## Le marché des granulés en France
Selon le SNPGB (Syndicat national des producteurs de granulés de bois), la capacité de production de granulés en France croît rapidement depuis 2010 : en 2011, la France en produisait moins de 600 000 tonnes alors que l'Allemagne frôlait les 1,6 million de t/an, mais selon une étude du même syndicat, la France allait atteindre le million de tonnes en 2014. En 2018, Propellet (fédération des fabricants et distributeurs de granulés) affirme que 1,3 million de tonnes ont été produites dans l'année (+18 % par rapport à 2016), et que plus de 800 000 foyers se chauffent avec des pellets (doublement en quatre ans).
Mi 2018, la société Européenne de Biomasse a annoncé vouloir construire et ouvrir avant 2020 un complexe industriel de huit ha, baptisé Fica-HPCI (Filière industrielle Champagne-Ardenne - haut pouvoir calorifique pour industriels). Ce complexe serait situé à Pomacle-Bazancourt, où existe déjà une plate-forme de type bioraffinerie, dédiée à la biomasse-énergie. Il coutera plus de 100 millions d'euros, financés par le groupe en  partenariat avec le fonds Meridiam et la Banque des territoires. Une turbine y produira 12 MWd'électricité vendue à Enedis, à l'aide d'une chaudière industrielle (près de 50 MW) dont la vapeur alimentera un industriel local et l'usine de production de pellets. 300 000 t/an de biomasse devraient alimenter ce site, « essentiellement des résidus locaux de bois ou de vigne » selon l'industriel, pour produire 120 000 t/an de pellets dont plus de 50 % de HPCI Black Pellet, un granulé rendu hydrophobe par un traitement haute température/haute pression, et pouvant être stocké en plein air sans perte de capacité calorifique. Selon le fabricant, ces pellets produisent 5,3 MWh/tonne, contre 4,6 MWh/tonne pour les granulés blancs classiques ou 2,2 MWh/tonne pour le bois-bûche.
En 2021, la vente des poêles et chaudières augmente fortement : doublement de la vente des chaudières à granulés passant de 15 000 appareils en 2020 à 30 000 appareils en 2021 ; forte augmentation également de la vente des poêles à granulés (200 000 appareils en 2021). Les raisons de l'évolution sont multiples : dispositifs financiers d'accompagnement de l’État (MaPrimRenov), augmentation et instabilité du prix de l'énergie (gaz, électricité), changement de comportement des consommateurs.

## Autres usages avérés ou en cours de tests
On peut aussi utiliser les granulés de bois comme :
- litière pour les animaux, notamment la litière pour chevaux ou de chats. En effet, ces granulés présentent une forte capacité d'absorption du fait de leur grande porosité ;
- matière première pour confectionner des panneaux agglomérés ;
- matière carbonée pour produire par pyrolyse un charbon de granulés susceptibles d'ensuite être utilisé pour la gazéification[33] ;
- source d'énergie pour la production d'électricité par micro-cogénérateur (ex : 1,5 kW électrique + 10 kW thermique, via une turbine spéciale, à air chaud [ > 1000°C] et à combustion externe, dotée de canaux hélicoïdaux plutôt que des aubes classiques (projet ANR AGATCO : Advance GAz Turbine for COgeneration, lancé en 2012 à l'Université de Lorraine)[34].